# آل سيغر
آل سيغر (بالإنجليزية: Al Seeger)‏ مواليد 23 يناير 1980 في سافانا، جورجيا، هو ملاكم أمريكي. بدأ مسيرته الاحترافية في 27 أبريل 2002.

## إحصائيات
خاض خلال مسيرته 32 نزالا، فاز في 28 ولم يتعادل وخسر في 4. فاز بالضربة القاضية في 22 نزالا.

## روابط خارجية
- آل سيغر على موقع بوكس ريك (الإنجليزية) (registration required)